# Moses Robinson
Moses Robinson (Hardwick, 1741. március 22. – Bennington, 1813. május 26.) az Amerikai Egyesült Államok szenátora (Vermont, 1791–1797).